# Бретулень (Молдова)
Бретулень (рум. Brătuleni) — село у Ніспоренському районі Молдови. Адміністративний центр однойменної комуни, до складу якої також входить село Кирнешть.

## Населення
За даними перепису населення 2004 року у селі проживали 1512 осіб.
Національний склад населення села:
| Національність       | Кількість осіб | Відсоток   |
| -------------------- | -------------- | ---------- |
| молдавани румуни     | 1480 17        | 97,9% 1,1% |
| росіяни              | 7              | 0,5%       |
| українці             | 5              | 0,3%       |
| гагаузи              | 2              | 0,1%       |
| інша / без відповіді | 1              | 0,1%       |
| Всього               | 1512           | 100%       |